# Troféu Roquette Pinto
El Troféu Roquette Pinto fou el premi atorgat anualment de 1950 a 1982 per RecordTV, per honrar als millors locutors o intèrprets de televisió i ràdio brasilers. També es coneixia com "Roquette Pinto".
El premi, organitzat per Blota Júnior, rep el nom de Edgar Roquette-Pinto considerat el pare de la radiodifusió al Brasil.

## Història
El trofeu era una estatueta en forma de lloro cantant davant d'un micròfon.
Creada l'any 1950 per a la ràdio a l'estat de São Paulo, a partir de 1952 va passar a la televisió. El primer lliurament va tenir lloc el 16 de desembre de 1952. El 1968, el Ministeri d'Educació i Cultura va establir un Trofeu Roquette Pinto als millors guionistes del Brasil.
El 1971 el premi va ser suspès per RecordTV que el va reprendre el 1978. L'última edició del Trofeu va tenir lloc el 1982. RecordTV és l'actual titular dels drets del premi.